# Easter Group
Easter Group är en ö i Australien. Den ligger i delstaten Western Australia, omkring 410 kilometer nordväst om delstatshuvudstaden Perth.